# Oligia albilineola
Oligia albilineola là một loài bướm đêm trong họ Noctuidae.